# Os Vingadores: Os Super-Heróis mais Poderosos da Terra
The Avengers: Earth's Mightiest Heroes (no Brasil, Os Vingadores: Os Super-Heróis mais Poderosos da Terra e em Portugal, Os Vingadores: Os Super-Heróis mais Fortes da Terra) é um desenho norte-americano, baseado nos super-heróis da Marvel Comics, Os Vingadores. A série foi ao ar nos Estados Unidos dia 22 de setembro de 2010, no canal Disney XD; e no Brasil, a série teve uma pré-estreia VIP no dia 31 de outubro de 2010, no canal Disney XD, e estreou no dia 27 de novembro. A partir do dia 14 de maio de 2012 a série passa a ser transmitida pela Rede Globo, na TV Globinho. A série inclui os super-heróis Homem de Ferro, Hulk, Thor, Capitão América, Viúva Negra, Homem-Formiga, Vespa, Pantera Negra, Gavião Arqueiro etc. Eles lutam contra vários vilões, como Loki, Encantor, Gangue da Demolição, Caveira Vermelha, Graviton, Barão Zemo e a Hidra. No mesmo ano, foi anunciado que a série seria cancelada e sendo substituída por Avengers Assemble que seria a continuação tendo novos herois.
Em Portugal, a série estreou na SIC e na SIC K, e ainda foi lançada em DVD pela Prisvídeo.
Em junho de 2012, a Marvel anunciou que a série não iria ser renovada para uma terceira temporada e, em vez disso, a mesma seria sucedida por Avengers Assemble em 2013.

## Enredo
1º temporada
Enquanto os mais perigosos super-vilões do mundo escapam da Gruta, do Cubo, da Casa Grande e da Balsa, cinco dos mais poderosos heróis da Terra montam uma aliança de combate ao crime chamada "Os Vingadores". A equipe Vingadores inclui Homem de Ferro como líder da equipe (porém,mais tarde, deu o título para o Capitão América), Thor, Hulk, Homem-Formiga (que também assumiu suas identidades de Jaqueta Amarela e Homem-Gigante durante a série) e Vespa. Capitão América (que assumiu um papel de líder da equipe durante a série), Pantera Negra e Gavião Arqueiro, mais tarde, se juntam a equipe. Quando a temporada está chegando ao fim é revelado que Loki foi responsável pelas fugas e agora se juntou a Encantor dos Mestres do Terror.
2º temporada
Os Vingadores tentam rastrear o resto dos Mestres do Terror, e acabam se envolvendo com a guerra entre os Krees e os Skrulls. Eles não imaginam que o Capitão América havia sido substituído por um Skrull que começou sua invasão a Terra. Miss Marvel e Visão se juntam aos Vingadores, outros personagens do universo Marvel como Homem-Aranha, Wolverine, Scott Lang, os Heróis de Aluguel, Doutor Destino, Thunderbolt Ross, Bill Raio Beta também vão estar presentes. Os produtores Joshua Fine e Christopher Yost revelaram que certos personagens que retornam irão estar trajando as vestimentas de suas contrapartes do Ultiverso, como por exemplo, Nick Fury retornará a 2ª temporada com a cabeça raspada e cavanhaque e o Skrull que esta no lugar do Capitão América irá usar os trajes do Capitão América do Ultiverso e usará um escudo de energia. A segunda temporada estreou em 1 de abril de 2012.

## Episódios
A dublagem brasileira foi feita pelo estúdio carioca AudioCorp ,com a direção de Paulo Vignolo / William Polonea

## Heróis

### Vingadores
- Homem de Ferro
- Capitão América
- Thor
- Hulk
- Gavião Arqueiro
- Homem-Formiga/Gigante/Jaqueta Amarela
- Vespa
- Pantera Negra

### Novos Na Equipe
- Miss Marvel
- Viúva Negra
- Visão

### Honorários
- Máquina de Combate
- Wolverine
- Power Man/Luke Cage
- Punho de Ferro
- Homem-Aranha

## Aliados

### Outros Herois
- J.A.R.V.I.S.
- Falcão
- Doutor Samson
- Homem-Formiga/ScottLang
- Soldado Invernal/Bucky
- Tremor
- Cavaleiro Negro
- Harpia
- Capitão Marvel
- Bill Raio Beta
- H.E.R.B.I.E.
- Jocasta
- Ravonna

### Quarteto Fantástico
- Senhor Fantástico
- Mulher Invisível
- Tocha Humana
- Coisa

### Guardiões da Galáxia
- Senhor das Estrelas
- Adam Warlock
- Rocket Raccoon
- Groot
- Quasar

### S.H.I.E.L.D.
- Nick Fury
- Maria Hill
- Jasper Sitwell
- Clay Quartermain
- Valentina Allegra de Fontaine
- Agentes da S.H.I.E.L.D.
- Soldados Mandroid

### E.S.P.A.D.A.
- Abigail Brand
- Sydren
- Agentes da E.S.P.A.D.A

### Asgardianos
- Odin
- Sif
- Balder
- Heimdall
- Valquíria

#### Três Guerreiros
- Fandral
- Hogun
- Volstagg

### Civis e Federais
- James Woo
- Pepper Potts
- Jane Foster
- Jarvis
- Abraham Erskine
- Howard Stark
- T'Chaka
- N'Gassi
- Henry Peter Gyrich
- Cassandra Lang
- Corrina Korvac
- Betty Brant
- Joseph Robertson

### Outros Aliados
- Anões (Eitri)
- Elfos da Luz

Os X-Men

## Rivais

### Caça-Hulk
- Glenn Talbot
- General Ross
- Hulk Vermelho

### Outros
- J. Jonah Jameson

## Vilões

### Hidra
- Caveira Vermelha
- Madame Hidra
- Baron Strucker
- Ceifador
- Baron von Blitzschlag
- Arnim Zola
- Soldados da Hidra
- Robôs de Batalha da Hidra

### I.M.A.
- M.O.D.O.K.
- Soldados I.M.A

### Gangue da Demolição
- Aríete
- Bate Estaca
- Destruidor
- Maça

### Os Alienígenas
- Vapor
- Vetor
- Encouraçado
- Raio-X

### Esquadrão Serpente
- Rei Cobra
- Víbora
- Anaconda
- Víbora Assassina
- Cascavel
- Surucucu
- Constritor

### Mestres do Mal
- Barão Zemo
- Encantor
- Magnum
- Dínamo Escarlate
- Abominável
- Executor
- Chemistro
- Laser Vivo
- Gárgula Cinzento

### Arautos de Galactus
- Galactus
- Terrax
- Senhor do Fogo
- Stardust/Estelar
- Andarilho dos Céus

### Vilões fugitivos sem equipe
- Graviton
- Líder
- Homem-Absorvente
- Mandrill
- Zzzax
- Chicote Negro
- Pensador Louco
- Nevasca
- Madman
- Tufão
- Grifo
- Massudo
- Ultimo
- Lúcia von Bardas
- Surtur
- Fantasma Vermelho
- Homem-Púrpura
- Homem-Radioativo
- Technovore
- Mahnum
- Dínamo Vermelho
- Wendigo
- Ymir

### Outros Vilões
- Ultron
- Loki
- Malekith
- Yon-Rogg
- Aniquilador
- Kang, o Conquistador
- Doutor Destino
- Korvac
- Karnilla
- Garra Sônica
- Kalum Lo
- Big Ben Donovan
- Gideon Mace
- Cockroach Hamilton
- Spear
- Señor Muerte
- Piranha Jones
- Foice
- Malcolm Colcord
- Veranke
- William Cross
- Homem-Gorila
- Hela
- Ulik
- Sentinela-459
- Mangler
- Professor Thorton
- Serpente de Midgard
- Hoarfen
- Ronan, o Acusador
- Surtur
- Superskrull(Criti Noll, Rl'nnd e Kl'rt)
- The Destroyer

### Exercitos
- Skrulls
- Kree
- Gigantes de Gelo
- Inteligência Suprema
- Super-Macacos
- Exercito de Kang
- Escaravelhos
- Elfos Negros

## Personagens e seus Poderes
| Personagem                                         | Poderes, habilidades e equipamentos |
| -------------------------------------------------- | --- |
| Homem de Ferro (Anthony Edward Stark)              | Armadura Tecnológica: - - Rajadas de energia: e a capacidade concedida pela armadura, que lhe permite dispara rajadas de energias das palmas de sua mão e do centro do tórax. - Voo: A Armadura concede a ele a capacidade de voar. - Força Sobre-Humana: Homem de ferro pode levantar objetos pesados e gerar golpes incríveis e fortes. |
| Homem de Ferro (Anthony Edward Stark)              | - Ocupação: Fabrica diversos aparelhos em suas Indústrias. - Tipo Detonador: Todos os acertos contra Brutamontes são críticos e ignoram a defesa. - Nível Alfa: nesta categoria se encontram os mestre da destruição em área podendo destruir uma cidade inteira e pessoas que tem potencial para acabar com vários inimigos de uma só vez. |
| Thor (Thor Odinson)                                | - Força Sobre-humana : É a capacidade de exercer força física acima do normal. Entre os efeitos estão a habilidade de poder levantar grandes pesos ou quebrar materiais resistentes mediante o exercício de sua força física. - Invulnerabilidade Asgardiana: é a capacidade de possuir uma pele tão resistente que não a permite ser penetrada por nada a impedindo de ser ferida permitindo resistir impactos, tiros, choques, venenos, explosões, e o que mais se puder imaginar, sem sofrer nenhum dano. - Manipulação do Clima: Thor é capaz de controlar o estado atual do tempo, podendo fazer chover, nevar, criar relâmpagos e trovões. - Voo (Mjolnir): É capaz de voar. |
| Thor (Thor Odinson)                                | - Ocupação: Deus de Asgard - Tipo Resistente:Fica Enfurecido ao atacar ou ser atacador por um briguento, quanto mais apanha mais forte fica. - Nível Omega: Nesta Categoria se encontra as pessoas mais poderosas possíveis, os que tem um poder tão grande que podem oferecer perigo até aos próprios amigos, podendo destruir o mundo e matar todas as pessoas do planeta. |
| Capitão América (Steve Rogers)                     | - Super-Força: possui uma força sobre-humana alta, podendo levantar objetos bem mais pesados que ele, arremessar pessoas por muitos metros, destruir paredes facilmente e arrancar objetos que estejam presos com concreto. Seus socos e chutes são bastante fortes, podendo matar uma pessoa facilmente. - Velocidade Sobre-Humana: Capitão América pode correr em alta velocidade. |
| Capitão América (Steve Rogers)                     | - Ocupação: Soldado do Exército Americano - Tipo Tático: Ganha Turno extra apos atacar um Detonador. - Nível Beta: nesta categoria se encontram os mestres de batalhas táticas, estratégicas e bem calculadas e planejadas normalmente contra um único inimigo ou um certo grupo. |
| Homem-Formiga/Gigante/Jaqueta Amarela (Scott Lang) | Manipulação do tamanho: é a habilidade de aumentar ou reduzir seu tamanho. |
| Homem-Formiga/Gigante/Jaqueta Amarela (Scott Lang) | - Ocupação:Cientista. - Tipo Detonado: Todos os acertos contra Brutamontes são críticos e ignoram a defesa. - Nível Alfa: devido ao seu poder de gigantismo, ele pode causa grandes destruição em área e abater vários inimigos de uma só vez |
| Pantera Negra (T'Challa)                           | - Força Sobre-humana: possui uma força sobre-humana alta, podendo levantar objetos bem mais pesados que ele, arremessar pessoas por muitos metros, destruir paredes facilmente e arrancar objetos que estejam presos com concreto. Seus socos e chutes são bastante fortes, podendo matar uma pessoa facilmente. - Velocidade Sobre-Humana: T'Challa pode correr em alta velocidade. |
| Pantera Negra (T'Challa)                           | - Ocupação: Rei de Wakanda - Tipo Infiltrado: Ganha bônus de combate ao atacar um tático. - Nível Gama: Nesta Categoria se encontra os mestres da espionagem, agilidade e infiltração, podendo invadir lugares secretos sem ser percebido. |
| Gavião Arqueiro ( Clinton Francis Clint Barton)    | - Expert em Arco e flecha: Gavião Arqueiro é um mestre com arco e flecha e tiro ao alvo. - Habilidades acrobáticas: pode dar saltos e girar no ar correr em grande velocidade. |
| Gavião Arqueiro ( Clinton Francis Clint Barton)    | - Ocupação: ex-Argente da SHIELD - Tipo Tático: Ganha Turno extra apos atacar um Detonador. - Nível Beta: nesta categoria se encontra os mestres de batalhas táticas, estratégicas e bem calculadas e planejadas normalmente contra um único inimigo ou um certo grupo. |
| Hulk (Robert Bruce Banner)                         | - Super Força: possui uma força sobre-humana alta, podendo levantar objetos bem mais pesados que ele, arremessar pessoas por muitos metros, destruir paredes facilmente e arrancar objetos que estejam presos com concreto. Seus socos e chutes são bastante fortes, podendo matar uma pessoa facilmente. - Durabilidade Sobre-Humana: possui uma pele tão resistente que não a permite ser penetrada por nada a impedindo de ser ferida permitindo resistir impactos, tiros, choques, venenos, explosões, e o que mais se puder imaginar, sem sofrer nenhum dano. |
| Hulk (Robert Bruce Banner)                         | - Ocupação: físico nuclear. - tipo Resistente: Fica Enfurecido ao atacar ou ser atacador por um briguento, quanto mais apanha mais forte fica. - Nível Omega: Nesta Categoria se encontram os seres mais poderosos que existem, os que tem um poder tão grande que podem oferecer perigo ate aos próprios amigos, podendo destruir o mundo e matar todas as pessoas do planeta. |
| Vespa (Janet van Dyme)                             | - Manipulação de tamanho: é a habilidade de reduzir seu tamanho. - Voo: Vespa pode voar por meio de asas. - Rajadas de Energia: Vespa é capaz de projetar e depois disparar energia bioelétrica. |
| Vespa (Janet van Dyme)                             | - Ocupação: Desconhecida - Tipo Tático: Ganha Turno extra apos atacar um Detonador. - Nível Beta:nesta categoria se encontra os mestres de batalhas táticas, estratégicas e bem calculadas e planejadas normalmente contra um único inimigo ou um certo grupo. |

### Novos membros dos Vingadores na segunda temporada
| Personagem                     | Poderes, habilidades e equipamentos. |
| ------------------------------ | --- |
| Capitã Marvel (Carol Danvers)  | - Super-Força: é a capacidade de possuir uma força sobre-humana, podendo levantar objetos bem mais pesados que ela, arremessar pessoas por muitos metros, destruir paredes facilmente e arrancar objetos que estejam presos com concreto. Seus socos e chutes são bastante fortes, podendo matar uma pessoa facilmente. - Voo: É a capacidade de flutuar pelos ares, desafiando a lei da gravidade. - Rajadas/Liberação de energia: Capitã Marvel é capaz de projetar e depois disparar energia cósmica e cinética. |
| Capitã Marvel (Carol Danvers)  | - Ocupação: Cientista - Tipo Detonador: Todos os acertos contra Brutamontes são críticos e ignoram a defesa. - Nível Alfa: nesta categoria se encontra os mestre da destruição em área podendo destruir uma cidade inteira, e pessoas que tem potencial para acabar com vários inimigos de uma so vez, como o exercito por exemplo. |
| Viúva Negra (Natasha Romanoff) | - Excelente Artista Marcial: Excelente lutadora, perita em artes marciais, especialista em armas de fogo, em táticas militares e espionagem. - Super-Agilidade: é capaz de se mover rapidamente, e assim se tornando quase impossível de ser atingida por golpes. Pode desviar de golpes que sejam desferidos contra ele. - Pulseiras eletricas modernas: Possui duas pulseiras equipadas para disparar uma rajada de alta freqüência eletrostática de até 30 mil volts, capaz de desestabilizar um humano superpoderoso numa distância de até 20 pés, dispara cartulhos de gás lacrimogenio e age como um transmissor de rádio. |
| Viúva Negra (Natasha Romanoff) | - Ocupação: Espiã - Tipo Infiltrado: Ganha bônus de combate ao atacar um tático. - Nível Gama: Nesta Categoria se encontra os mestres da espionagem, agilidade e infiltração, podendo invadir lugares secretos sem ser percebido. |
| Visão                          | - Voo: a Capacidade de voar pelos ares a grandes alturas. - Manipulação da densidade: tem a capacidade de controla a densidade molecular de seu corpo, ficando duro como pedra ou se tornar tão Intangível podendo atravessar diversos tipos de matéria, principalmente paredes. - Rajadas óticas de energia: Visão pode produzir e depois disparar energia solar. - Super Inteligência: Visão possui um Intelecto Nível-Gênio, podendo enteder de tudo. |
| Visão                          | - Ocupação: Super-Herói - Tipo Tático: Ganha Turno extra apos atacar um Detonador. - Nível Beta: nesta categoria se encontra os mestres de batalhas táticas, estratégicas e bem calculadas e planejadas normalmente contra um único inimigo ou um certo grupo. |

### Vilões
| Personagem      | Poderes, habilidades e equipamentos |
| --------------- | --- |
| Loki            | - Mudança de Forma: capacidade de assumir a forma de qualquer ser humano. Incluindo ou não capacidade de mimetizar a voz. - Feitiçaria: possui inúmeros poderes mágicos em forma de fumaça verde, que servem tanto para o combate, como para imobilizar seus inimigos. |
| Loki            | - Ocupação: Deus de Asgard, Fundador dos mestre do terror. - Tipo Tático: Ganha Turno extra apos atacar um Detonador. - Nível Beta: Nesta categoria se encontra os mestres de batalhas táticas, estratégicas e bem calculadas e planejadas normalmente contra um único inimigo ou um certo grupo. |
| Encantor        | - Feitiçaria: possui inúmeros poderes mágicos em forma de fumaça verde, que servem tanto para o combate, como para imobilizar seus inimigos. |
| Encantor        | - Ocupação: Feiticeira Asgardiana, Membro dos mentres do terror. - Tipo Infiltrado: Ganha bônus de combate ao atacar um tático. - Nível Gama: Nesta Categoria se encontra os mestres da espionagem, agilidade e infiltração, podendo invadir lugares secretos sem ser percebido. |
| Barão Zemo      | - Super-Força: possui uma força sobre-humana alta, podendo levantar objetos bem mais pesados que ele, arremessar pessoas por muitos metros, destruir paredes facilmente e arrancar objetos que estejam presos com concreto. Seus socos e chutes são bastante fortes, podendo matar uma pessoa facilmente. - Super-Resistência: é a capacidade de possuir uma pele tão resistente que não a permite ser penetrada por nada a impedindo de ser ferida permitindo resistir impactos, tiros, choques, venenos, explosões, e o que mais se puder imaginar, sem sofrer nenhum dano. - Super-Agilidade: é capaz de se mover rapidamente, e assim se tornando quase impossível de ser atingida por golpes. Pode desviar de golpes que sejam desferidos contra ele. - Super-Vigor: e a habilidade de ter um longo período de vida tendo o envelhecimento retardado. - Maestria em espada: possui uma habilidade extraordinária com espadas.                                 |
| Barão Zemo      | - Ocupação: Fundador da Hidra, Líder dos Mestres do terror. - Tipo Tático: Ganha Turno extra apos atacar um Detonador. - Nível Beta: nesta categoria se encontra os mestres de batalhas táticas, estratégicas e bem calculadas e planejadas normalmente contra um único inimigo ou um certo grupo. |
| Abominável      | - Força Sobre-humana: possui uma força sobre-humana alta, podendo levantar objetos bem mais pesados que ele, arremessar pessoas por muitos metros, destruir paredes facilmente e arrancar objetos que estejam presos com concreto. Seus socos e chutes são bastante fortes, podendo matar uma pessoa facilmente. - Durabilidade Melhorada: Possui uma pele tão resistente que não a permite ser penetrada por nada a impedindo de ser ferida permitindo resistir impactos, tiros, choques, venenos, explosões, e o que mais se puder imaginar, sem sofrer nenhum dano. |
| Abominável      | - Ocupação: ex-soldado do exercito, membro dos Mestres do terror. - Tipo Resistente: Fica Enfurecido ao atacar ou ser atacador por um briguento, quanto mais apanha mais forte fica. - Nível Alfa: nesta categoria se encontra os mestre da destruição em aria podendo destruir uma cidade inteira, e pessoas que tem potencial para acabar com vários inimigos de uma so vez, como o exercito por exemplo. |
| Dínamo Vermelho | - Super-Força (Mecânico): A armadura concede a ele uma força sobre-humana, podendo levantar objetos bem mais pesados que ele, arremessar pessoas por muitos metros, destruir paredes facilmente e arrancar objetos que estejam presos com concreto. Seus socos e chutes são bastante fortes, podendo matar uma pessoa facilmente. - Super-Resistência (Mecânica): sua armadura e tão resistente que não a permite ser penetrada por nada a impedindo de ser ferida permitindo resistir impactos, tiros, choques, venenos, explosões, e o que mais se puder imaginar, sem sofrer nenhum dano. - Disparos de Eletricidade (Mecânico): e a capacidade concedida pela armadura, que lhe permite dispara rajadas de energias elétricas das palmas de sua mão. - Voo (Mecânico): A Armadura concede a ele a capacidade de voar. |
| Dínamo Vermelho | - Ocupação: ex-soldado do exercito, membro dos Mestres do terror. - Tipo Detonador: Todos os acertos contra Brutamontes são críticos e ignoram a defesa.. - Nível Alfa: nesta categoria se encontra os mestre da destruição em aria podendo destruir uma cidade inteira, e pessoas que tem potencial para acabar com vários inimigos de uma so vez, como o exercito por exemplo. |
| Executor        | - Força Asgardiana : É a capacidade de exercer força física acima do normal. Entre os efeitos estão a habilidade de poder levantar grandes pesos ou quebrar materiais resistentes mediante o exercício de sua força física. - Invulnerabilidade Asgardiana: é a capacidade de possuir uma pele tão resistente que não a permite ser penetrada por nada a impedindo de ser ferida permitindo resistir impactos, tiros, choques, venenos, explosões, e o que mais se puder imaginar, sem sofrer nenhum dano. - Imunidade divina: e a capacidade de ser imune, a veneno, calor, frio e etc. - Vigor Asgardiano: e a habilidade de ter um longo período de vida tendo o envelhecimento retardado. - Portal Interdimensional(Machado): seu machado lhe permite cria portais para os qualquer 1 dos 9 reinos. - Pirocinese (Machado): é a habilidade de produzir de seu machado ondas de fogo. - Criocinese (Machado): é a habilidade de produzir de seu machado o gelo. |
| Executor        | - Ocupação: ex-soldado Asgardiano. - Tipo Resistente: Fica Enfurecido ao atacar ou ser atacador por um briguento, quanto mais apanha mais forte fica. - Nível Alfa: nesta categoria se encontra os mestre da destruição em aria podendo destruir uma cidade inteira, e pessoas que tem potencial para acabar com vários inimigos de uma so vez, como o exercito por exemplo. |
| Graviton        | - Manipulação da Gravidade : É a capacidade de manipular grávitons podendo deixa uma pessoa, objeto ou uma cidade inteira tão leve a ponto de levita-lo alguns metros acima do chão ou lança-los para fora da atmosfera terrestre. e antigrávitons que lhe permite ampliar a força gravitacional em um objeto ou pessoa a ponto de deixa-la tão pesada que a impede de se mover ou levanta do chão. - Campo Gravitacional: é a capacidade de projeta campos impenetráveis de força gravitacional, que lhe protegem de tudo e de todos. - Voo Gravitacional: É a capacidade de gera campos gravitacional em seu corpo o deixando mais leve, e lhe permitindo voa pelos céus. |
| Graviton        | - Ocupação: Cientista da S.H.I.L.D - Tipo Detonador: Todos os acertos contra Brutamontes são críticos e ignoram a defesa. - Nível Omega: Nesta Categoria se encontra os mestre do fim, os que tem um poder tão grande pode pode oferecer perigo ate aos próprios amigos, podendo destruir o mundo, e mata todas as pessoas do planeta. |

- Magnum / Simon Williams é o irmão do Ceifador e um ex-empresário, cuja empresa foi comprada por Tony Stark. Ele foi exposto à radiação iônica pelos agentes da I.M.A, a fim de se vingar de Tony, mas causou ao seu corpo a tornar-se desorientadamente instável. Depois de ser derrotado pelos Vingadores, o vilão Magnum é ressuscitado pela magia da Encantor, e é forçado a se unir aos Mestres do Terror.

### Membros da Hidra
| Personagem       | Poderes |
| ---------------- | --- |
| Caveira Vermelha | - Força Melhorada: possui uma força um pouco maior do que o comum, podendo levantar objetos bem mais pesados que ele, arremessar pessoas por muitos metros, destruir paredes facilmente e arrancar objetos que estejam presos com concreto. Seus socos e chutes são bastante fortes, podendo matar uma pessoa facilmente. - Agilidade Melhorada: é capaz de se mover rapidamente, e assim se tornando quase impossível de ser atingida por golpes. Pode desviar de golpes que sejam desferidos contra ele. - Expert com armas: Capacidade de analisar e fazer armas e entender intuitivamente como funcionam lhe permitindo efetuar disparos perfeitos, sem conhecimento aprofundado ou treino. - Mestre Estrategista: e a habilidade de pensa rápido, e sempre saber o que fazer em circunstancias desfavoráveis normalmente se tornando um líder nato. - Teletransporte: Com o Tesseract o Caveira Vermelha pode se teletransportar para qualquer lugar. |
| Caveira Vermelha | - Ocupação: Ex-Líder da Hidra - Tipo Tático: Ganha Turno extra apos atacar um Detonador. - Nível Beta: nesta categoria se encontra os mestres de batalhas táticas, estratégicas e bem calculadas e planejadas normalmente contra um único inimigo ou um certo grupo. |
| Baron Strucker   | - Super-Força: possui uma força sobre-humana alta, podendo levantar objetos bem mais pesados que ele, arremessar pessoas por muitos metros, destruir paredes facilmente e arrancar objetos que estejam presos com concreto. Seus socos e chutes são bastante fortes, podendo matar uma pessoa facilmente. - Super-Resistência: é a capacidade de possuir uma pele tão resistente que não a permite ser penetrada por nada a impedindo de ser ferida permitindo resistir impactos, tiros, choques, venenos, explosões, e o que mais se puder imaginar, sem sofrer nenhum dano. - Super-Agilidade: é capaz de se mover rapidamente, e assim se tornando quase impossível de ser atingida por golpes. Pode desviar de golpes que sejam desferidos contra ele. - Garra de Satanas: possuir uma luva capaz de sugar a vida, juventude e habilidades das outras pessoas através do contato físico, essa luva também dispara rajadas de energia. - Aptidão de armas: Capacidade de analisar e fazer armas e entender intuitivamente como funcionam lhe permitindo efetuar disparos perfeitos, sem conhecimento aprofundado ou treino. - Estrategista tática: e a habilidade de pensa rápido, e sempre saber o que fazer em circunstancias desfavoráveis normalmente se tornando um líder nato. - Memória Eidética: É a capacidade de armazenar e processar vastas quantidades de informação em sua memória, dando a ela uma capacidade de aprendizagem sobre-humana, essa habilidade pode torna seu usuário nem verdadeiro gênio. |
| Baron Strucker   | - Ocupação: Líder da Hidra - Tipo Tático: Ganha Turno extra apos atacar um Detonador. - Nível Beta: nesta categoria se encontra os mestres de batalhas táticas, estratégicas e bem calculadas e planejadas normalmente contra um único inimigo ou um certo grupo. |
| Ceifador         | - Tecno-Foice: e uma arma que ceifador usa em seu braço direito, para realizar cortes rápidos e perfeitos. - Treinamento em artes Marciais: Excelente lutadora, perita em artes marciais, especialista em armas de fogo, em táticas militares e espionagem. - Super-Agilidade: é capaz de se mover rapidamente, e assim se tornando quase impossível de ser atingida por golpes. Pode desviar de golpes que sejam desferidos contra ele.. |
| Ceifador         | - Ocupação: Espiã da Hidra - Tipo Infiltrado: Ganha bônus de combate ao atacar um tático. - Nível Gama: Nesta Categoria se encontra os mestres da espionagem, agilidade e infiltração, podendo invadir lugares secretos sem ser percebido. |
| Víbora           | - Treinamento Marcial: Excelente lutadora, perita em artes marciais, especialista em armas de fogo, em táticas militares e espionagem.. - Armas Venenosas: possuir uma grande capacidade de combate armado, possuindo várias armas envenenadas, como chicotes, revolves e etc, que envenenam seus adversários os levando a uma morte lenta e dolorosa. - Estrategista tática: e a habilidade de pensa rápido, e sempre saber o que fazer em circunstancias desfavoráveis normalmente se tornando um líder nato. - Aptidão de armas: Capacidade de analisar e fazer armas e entender intuitivamente como funcionam lhe permitindo efetuar disparos perfeitos, sem conhecimento aprofundado ou treino. |
| Víbora           | - Ocupação: Madame Hidra - Tipo Tático: Ganha Turno extra apos atacar um Detonador. - Nível Beta: nesta categoria se encontra os mestres de batalhas táticas, estratégicas e bem calculadas e planejadas normalmente contra um único inimigo ou um certo grupo. |